# Tune-Yards
Tune-Yards (zapis stylizowany: tUnE-yArDs) – amerykański projekt muzyczny Merrill Garbus, która sama nagrywa swoje płyty. Na trasach koncertowych zapętla rytm elektroniczny towarzyszy jej Nate Brenner, grający na basie. Na scenie pojawia się też ukulele i saksofon. Pierwszy krążek został nagrany w domowym studio za pomocą dyktafonu. Drugi album, "Whokill", spotkał się z pozytywnymi recenzjami i został uznany za najlepszą płytę 2011 roku plebiscycie Village Voice Pazz & Jop.

## Dyskografia
Albumy
- "BiRd-BrAiNs" (9 czerwca 2009)
- "w h o k i l l" (19 kwietnia 2011) UK # 135

Single
- "Sunlight" (2009)
- "Hatari" (2009)
- "Bird-Droppings" (U.S.-only download EP) (2009)
- "Real Live Flesh" (2010)
- "Bizness" (2011)